# Erebia margarita
Erebia margarita är en fjärilsart som beskrevs av Charles Oberthür 1896. Erebia margarita ingår i släktet Erebia och familjen praktfjärilar. Inga underarter finns listade i Catalogue of Life.